# Günter Metz
Günter Metz (* 1925 in Magdeburg; † 1988 in Zwickau) war ein deutscher Organist.

## Leben
Metz erhielt in Magdeburg bei Werner Tell Orgelunterricht. Anschließend studierte er bei Günther Ramin Schulmusik und Orgel an der Musikhochschule Leipzig. Bereits während seines Studiums spielte er vertretungsweise an der Orgel der Leipziger Thomaskirche.

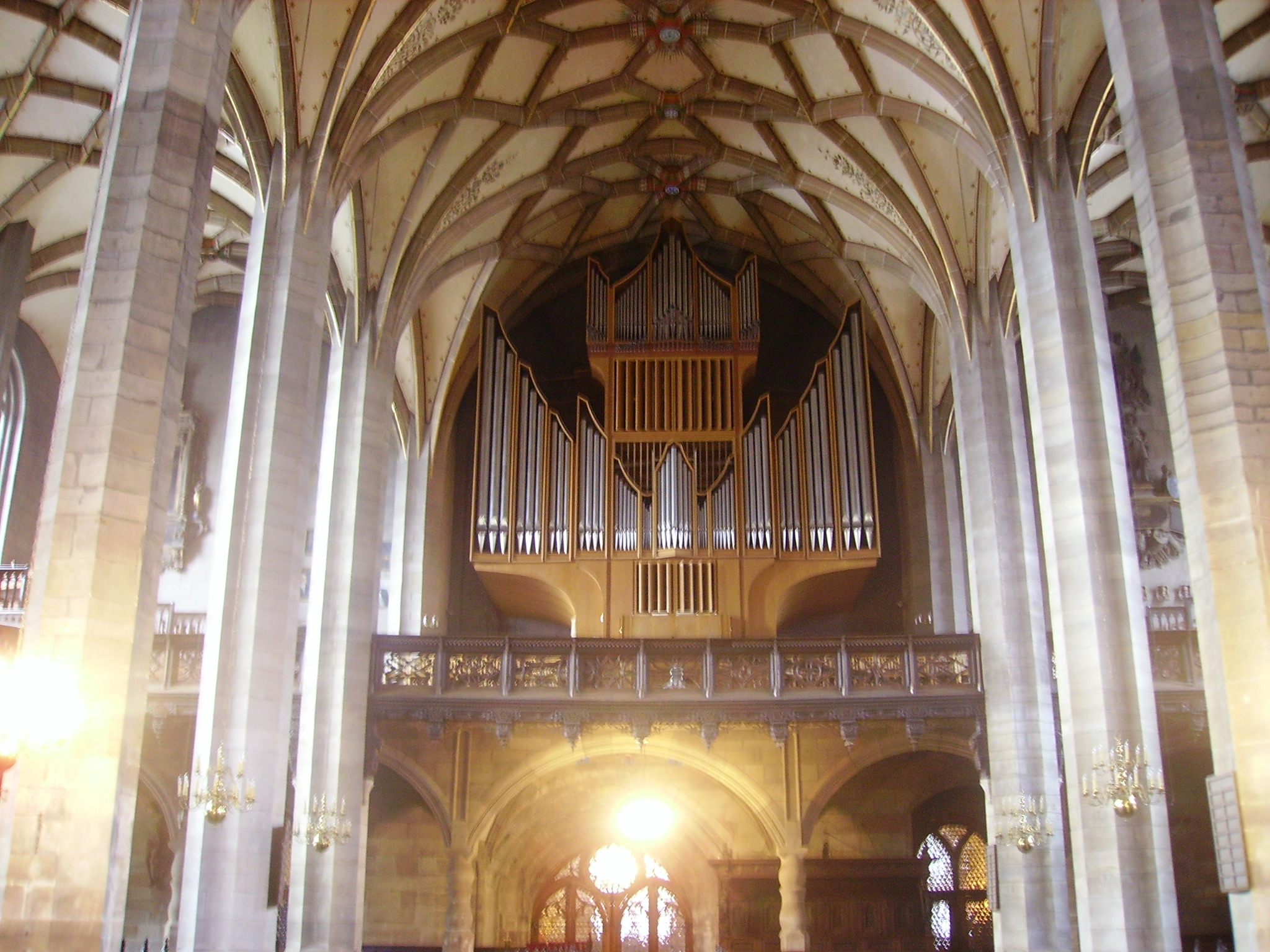
St.-Marien-Kirche Zwickau, Wirkungsstätte von Günther Metz

Zwischen 1946 und 1948 war Günter Metz Organist an der Friedenskirche im Leipziger Stadtteil Gohlis. Von 1948 bis ins Jahr 1988 war er an der St.-Marien-Kirche in Zwickau tätig.
Als Orgelvirtuose unternahm Günter Metz ab 1963 Orgelreisen in die Sowjetunion, die Tschechoslowakei, Polen und Ungarn und seit dem Jahr 1978 auch in die Bundesrepublik Deutschland. Er erwarb sich einen Ruf als Sachverständiger des historisch gewachsenen Orgelbestands der Orgellandschaft Sachsen. Ein Höhepunkt dieser Arbeit war die Errichtung der Haupt-Orgel im Jahr 1966 durch die Orgelbaufirma Hermann Eule Bautzen in „seiner“ Marienkirche in Zwickau. Die Orgel ist die größte in der DDR hergestellte Kirchenorgel und gehört zu den größten Orgeln Deutschlands.

## Aufnahmen
- Klangwelt der Orgel, mit Werken von Reger, Metz, Scheidt, J.S.Bach, de Lublin; Erscheinungsjahr 1976 Günter Metz an der Eule-Orgel des Domes zu Zwickau, Eterna